# 寧朔將軍
寧朔將軍，中國古代武官名，歷代品秩多為四品，為雜號將軍的一種，最早為三國時曹魏所設立，其後一直設立到隋代，隋煬帝大業三年(607年)，廢除此官職。

## 歷代變革

### 三國曹魏－第四品
曹魏首次設置寧朔將軍的職位，位列「第四品」
曹魏時期將領京陵侯王渾就曾擔任過寧朔將軍。

### 晉代-第四品
西晉時，寧朔將軍常駐守在幽州，擔任當地的軍政長官，並且兼任管理烏丸的事務(烏丸校尉)。
西晉新城元郡公劉弘便曾經被任命為寧朔將軍、假節、監幽州諸軍事，領烏丸校尉。
東晉則有傅弘之等人擔任過寧朔將軍一職。

### 十六國前秦
十六國之一的前秦也有設立該職位，後來征服涼州，自立為帝的後涼懿武帝呂光以及宋方等人就曾經被任命為寧朔將軍。

### 南北朝

#### 劉宋－第四品
劉宋時，將寧朔將軍設品秩為第四品，與都水使者、四中郎將、御史中丞品級相當。
劉宋曲江縣侯王玄謨就曾被宋文帝任命為寧朔將軍參與元嘉二十七年的北伐事務，負責圍攻滑台。

#### 蕭齊
蕭齊亦有寧朔將軍這個職位，品秩不明。
蕭齊曲江縣公蕭遙欣就曾經擔任寧朔將軍一職。

#### 南梁－十三班(24班為最高將軍)
南朝梁武帝天監七年(508)置寧遠、明威、振遠、電輝、威輝等五號將軍用來代替舊的寧朔將軍，為十三班。
但梁元帝時，仍任命徐度為寧朔將軍、合州刺史以為討伐侯景之亂之功勞。

#### 北魏－第四品上→從四品
北魏孝文帝太和十七年(493年)的職員令將寧朔將軍定為「第四品上」，而後在太和二十三年的復令中將其品秩改為「從四品」
北魏漁陽縣開國縣子司馬悅就曾擔任寧朔將軍、司州別駕，輔佐當時的司州牧，咸陽王拓跋元禧。

#### 北周－六命
北周時，寧朔將軍官秩為「六命」（相當於從四品，正九命最大），與左中郎將、郡丞、州治中品級相當。

### 隋代－正七品下
隋代時，寧朔將軍官秩為「正七品下」，與秘書郎、著作佐郎、太子通事舍人品級相當。
隋煬帝大業三年(607年)，廢除此官職。